# Pachycaulos
Pachycaulos, biljni rod iz porodice gesnerijevki smješten u podtribus Columneinae, dio tribusa Gesnerieae.. Pripadaju mu dvije vrste iz Amerike.

## Opis
Pachycaulos je bio rod s jednom vrstom, to je P. nummularia, ranije klasificirana s još jedn om vrstom u rod Neomortonia. Iako su obje epifitske ili saksikolne biljke s vitkim, visećim ili vijugavim stabljikama dugim do 1 m, koje rastu na vlažnim, sjenovitim stijenama ili epifitski na drveću u nizinskim ili planinskim šumama, cvjetovi su potpuno različiti.
Nedavna istraživanja potvrdila su da te dvije vrste zapravo nisu blisko povezane, iako niti jedna nije blisko povezana s drugim poznatim gesnerijadama. Bivša N. nummularia je dodijeljena vlastitom rodu, Pachycaulos, dok N. rosea ostaje Neomortonia. Godine 2023. u Peruu je otkrivena nova vrsta koja je uključena u njega, to je Pachycaulos huancabambae. 
Pachycaulos nummularia ima crvene vrećaste cvjetove koji impliciraju oprašivanje kolibrićima. Odličan je hortikulturni subjekt ako su ispunjeni njegovi zahtjevi za hladnim, vlažnim uvjetima.

## Vrste
1. Pachycaulos huancabambae J.L.Clark & Moonlight
2. Pachycaulos nummularia (Hanst.) J.L.Clark & J.F.Sm.